# Planchonella petaloides
Planchonella petaloides är en tvåhjärtbladig växtart som beskrevs av Herman Johannes Lam. Planchonella petaloides ingår i släktet Planchonella och familjen Sapotaceae.
Artens utbredningsområde är Moluckerna. Inga underarter finns listade i Catalogue of Life.